# Glaukosz (ötvös)
Glaukosz az i. e. 6. és 7. század fordulója táján a görög Híosz szigeten élt ötvös. I. e. 599 körül ő találta fel a vas hegesztését. Legnevezetesebb műve egy vasállvány, melyet egy ezüst borkeverő edényhez készített Alüattész lüd király számára Delphoiban. 